# Maxime Lestienne
Maxime Lestienne (Mouscron, 17 de junio de 1992) es un futbolista belga que juega en la demarcación de centrocampista para el Lion City Sailors F. C. de la Liga Premier de Singapur.

## Trayectoria

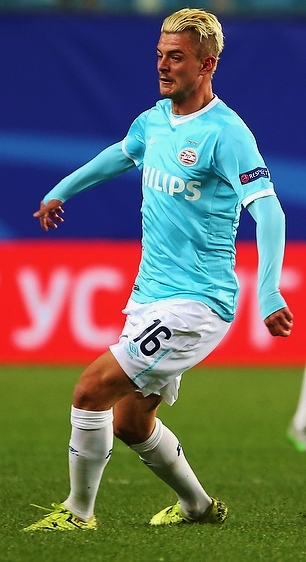
Lestienne en la Champions League con el PSV, octubre de 2015.

Tras formarse durante doce años en las filas inferiores del Royal Excelsior Mouscron, finalmente el 20 de diciembre de 2008 hizo su debut con el primer equipo en la Primera División de Bélgica. Lestienne sustituyó a Asanda Sishuba en el minuto 80 en un encuentro contra el Club Brujas. 
Tras la bancarrota del Mouscron en 2009, Lestienne quedó libre, y tras el interés del Everton F. C. y del PSV Eindhoven, finalmente  Lestienne se marchó al Club Brujas el 6 de enero de 2010.
Tras cuatro años en el club belga, el Al-Arabi S. C. catarí se hizo con sus servicios por diez millones de euros, siendo cedido a los pocos días al Genoa C. F. C., y un año después al PSV Eindhoven. Estando en un gran momento de forma, tuvo un duro golpe con la muerte de su madre, y poco después de su padre.
El 5 de julio de 2016, tras no jugar ningún partido con el Al-Arabi, fue transferido al F. C. Rubin Kazán, donde jugó hasta el mercado invernal de 2018, momento en el que se marchó cedido hasta final de temporada al Málaga C. F. Finalizada la cesión, en julio de 2018, regresó a Bélgica fichando por el Standard Lieja. En febrero de 2022 se marchó a Singapur para jugar con el Lion City Sailors F. C. la Liga de Campeones de la AFC.

## Selección nacional
Ha sido internacional con las selecciones sub-21, sub-19, sub-18, sub-17, sub-16 y sub-15 de Bélgica en 44 ocasiones anotando 12 goles.

## Clubes
| Club                    | País         | Año       | Partidos | Goles |
| ----------------------- | ------------ | --------- | -------- | ----- |
| RE Mouscron             | Bélgica      | 2008-2010 | 20       | 3     |
| Club Brujas             | Bélgica      | 2010-2014 | 157      | 39    |
| Al-Arabi S. C.          | Catar        | 2014      | 0        | 0     |
| Genoa C. F. C. (cedido) | Italia       | 2014-2015 | 24       | 1     |
| PSV Eindhoven (cedido)  | Países Bajos | 2015-2016 | 19       | 3     |
| F. C. Rubin Kazán       | Rusia        | 2016-2018 | 28       | 6     |
| Málaga C. F. (cedido)   | España       | 2018      | 12       | 0     |
| Standard Lieja          | Bélgica      | 2018-2022 | 115      | 22    |
| Lion City Sailors F. C. | Singapur     | 2022-     | 70       | 43    |

## Palmarés

### Títulos nacionales
| Título                        | Club                    | País         | Año  |
| ----------------------------- | ----------------------- | ------------ | ---- |
| Supercopa de los Países Bajos | PSV Eindhoven           | Países Bajos | 2015 |
| Eredivisie                    | PSV Eindhoven           | Países Bajos | 2016 |
| Community Shield              | Lion City Sailors F. C. | Singapur     | 2022 |
| Copa de Singapur              | Lion City Sailors F. C. | Singapur     | 2023 |
| Community Shield              | Lion City Sailors F. C. | Singapur     | 2024 |